# México Suena
México Suena es una serie de conciertos transmitido por la cadena Televisa cada año, desde 2011 junto con la empresa Ocesa.

## Inicios
México Suena inició como un libro fotográfico del mismo nombre, con retratos originales e inéditos de intérpretes, compositores, músicos y figuras de la industrual musical mexicana en los distintos géneros. Posteriormente, dio inicio a una exposición fotográfica presentada en las Rejas de Chapultepec y el Auditorio Nacional.

## Proyecto musical
México suena es una producción que presenta a más de 50 artistas nacionales e internacionales, en la que podrá conocer su trayectoria y lado humano; asimismo, presenta a distintas compañías discográficas, mánager, editoras, productores, que presenta conciertos, presentaciones eventos musicales, entrevistas con especialistas en la música y ruedas de prensa.
La primera edición cuenta con más de 120 horas de programación transmitidas en México y más de 100 países de América y Europa a través de los canales de Televisa como: Canal 5, Canal de las estrellas y Galavisión, y sus canales de paga Telehit, Ritmoson Latino, Bandamax, así como por Editorial Televisa, Televisa Radio y Televisa Digital. Con la colaboración de la cadena de radio Los 40 Principales 101.7 F.M. y la emisora de radio XEQ-FM Ke Buena 92.9 F.M.
Los espectáculos son organizados por la empresa Ocesa, dedicada a la realización de conciertos y espectáculos.

## Noticiario México Suena
México Suena Online es un noticiario transmitido por internet con todo lo referente a los conciertos y entrevistas de México Suena, conducido por Alma Saint Martin y Mario Lafontaine. Es transmitido todos los días a través de la página del evento.
El noticiero muestra cápsulas con los participantes del evento México Suena con Coca-Cola y su aportación a la música, en donde la idea de Coca-Cola es promover eventos positivos que beneficien al espectador a través de la música presentada.
Asimismo, también se abarcan temas relativos a la industria musical como los derechos de autor, la producción de conciertos, trayectorias musicales, especialistas en diseño de vestuario e imagen, entre otras temas, se muestran espacios con fanes de los artistas presentados, y detrás de cámaras de los espectáculos.
- Aleks Syntek
  - Telehit
- 8 de mayo
  - La Ke Buena
  - Canal de las estrellas
- 9 de mayo
  - Calle 13
  - Canal 5
- 9 de mayo
  - Gloria Trevi
  - Telehit/Internet
- 10 de mayo
  - Wisin & Yandel
  - Canal 5
- 10 de mayo
  - Belanova
  - Telehit
- 11 de mayo
  - Onda pop y rock
  - Canal 5
- 11 de mayo
  - Reyli
  - Telehit/Internet
- 12 de mayo
  - Fobia
  - Telehit/Internet
- 13 de mayo
  - Celso Piña
- 13 de mayo
  - Caifanes
  - Canal 5
- 13 de mayo
  - Ninel Conde
  - Bandamax/Internet
- 13 de mayo
  - Plastilina Mosh
  - Telehit/Internet
- 14 de mayo
  - Moenia
  - Telehit/Internet
- 14 de mayo
  - Camila
  - Canal de las estrellas
- 14 de mayo
  - Benny Ibarra
  - Ritmoson Latino
- 15 de mayo
  - Vive Grupero
  - Canal de las estrellas
- 16 de mayo
  - Carlos Cuevas y La Sonora Santanera
  - Bandamax/Internet
- 16 de mayo
  - La Arrolladora Banda El Limón
  - Internet
- 16 de mayo
  - Caifanes
  - Telehit
- 17 de mayo
  - Paquita la del Barrio
  - Bandamax/Internet
- 17 de mayo
  - Motel
  - Telehit/Internet
- 17 de mayo
  - Noche Acústica
  - Ritmoson Latino/Internet
- 18 de mayo
  - K-Paz de la Sierra
  - Bandamax/Internet
- 18 de mayo
  - Panteón Rococó
  - Telehit/Internet
- 18 de mayo
  - Alondra de la Parra
  - Canal 5
- 19 de mayo
  - Grupo Pesado
  - Bandamax/Internet
- 20 de mayo
  - Ricky Martin
  - Canal 5
- 20 de mayo
  - Maribel Guardia
  - Bandamax/Internet
- 20 de mayo
  - María José
  - Ritmoson Latino
- 21 de mayo
  - Gloria Trevi
  - Canal de las estrellas
- 21 de mayo
  - Álex, Jorge y Lena y Marco Di Mauro
  - Ritmoson Latino/Internet
- 21 de mayo
  - Zoé
  - Telehit
- 22 de mayo
  - Alejandro Fernández
  - Canal de las estrellas
- 22 de mayo
  - Moderatto
  - Telehit
- 23 de mayo
  - Paquita la del Barrio
  - Bandamax
- 24 de mayo
  - Los Tucanes de Tijuana
  - Internet
- 25 de mayo
  - Margarita 'La diosa de la cumbia'
  - Galavisión
- 28 de mayo
  - Mijares
  - Canal de las estrellas
- 2 de Julio
  - Alondra de la Parra
  - Canal de las estrellas
  - 22:00-23:30
- 2 de Julio 
  - Pandora
  - Canal de las estrellas
  - 22:30-23:45

## Programas Transmitidos
México suena presenta en sus diversos canales de televisión abierta, varios de los más importantes conciertos del año como: El Evento 40, Premio Lo Nuestro, Premios Grammy, Premios Grammy Latinos, American Music Awards, Los premios Billboard de la música latina, Victoria's Secret Fashion Show, entre otros. 